# DL Crucis
DL Crucis eller HD 106343, är en ensam stjärna belägen i södra delen av stjärnbilden Södra korset i närheten av Alfa Crucis och nebulosan Kolsäcken. Den har en skenbar magnitud av ca 6,2 och är mycket svagt synlig för blotta ögat där ljusföroreningar ej förekommer. Baserat på parallax enligt Gaia Data Release 1 på ca 0,80 mas beräknas den befinna sig på ett avstånd av ca 4 000 ljusår (ca 1 300 parsec) från solen. Den rör sig närmare solen med en heliocentrisk radialhastighet av ca -10 km/s.

## Observation
År 1977 användes DL Crucis, då kallad HR 4653, som en jämförelsestjärna för att testa variabiliteten av Delta Crucis. Delta Crucis visade sig vara konstant i förhållande till flera andra stjärnor, men skillnaden i ljusstyrka mellan den och HR 4653 ändrades med 0,02 magnitud. Den ansågs sannolikt vara en variabel med en längre period än sju timmar.

## Egenskaper

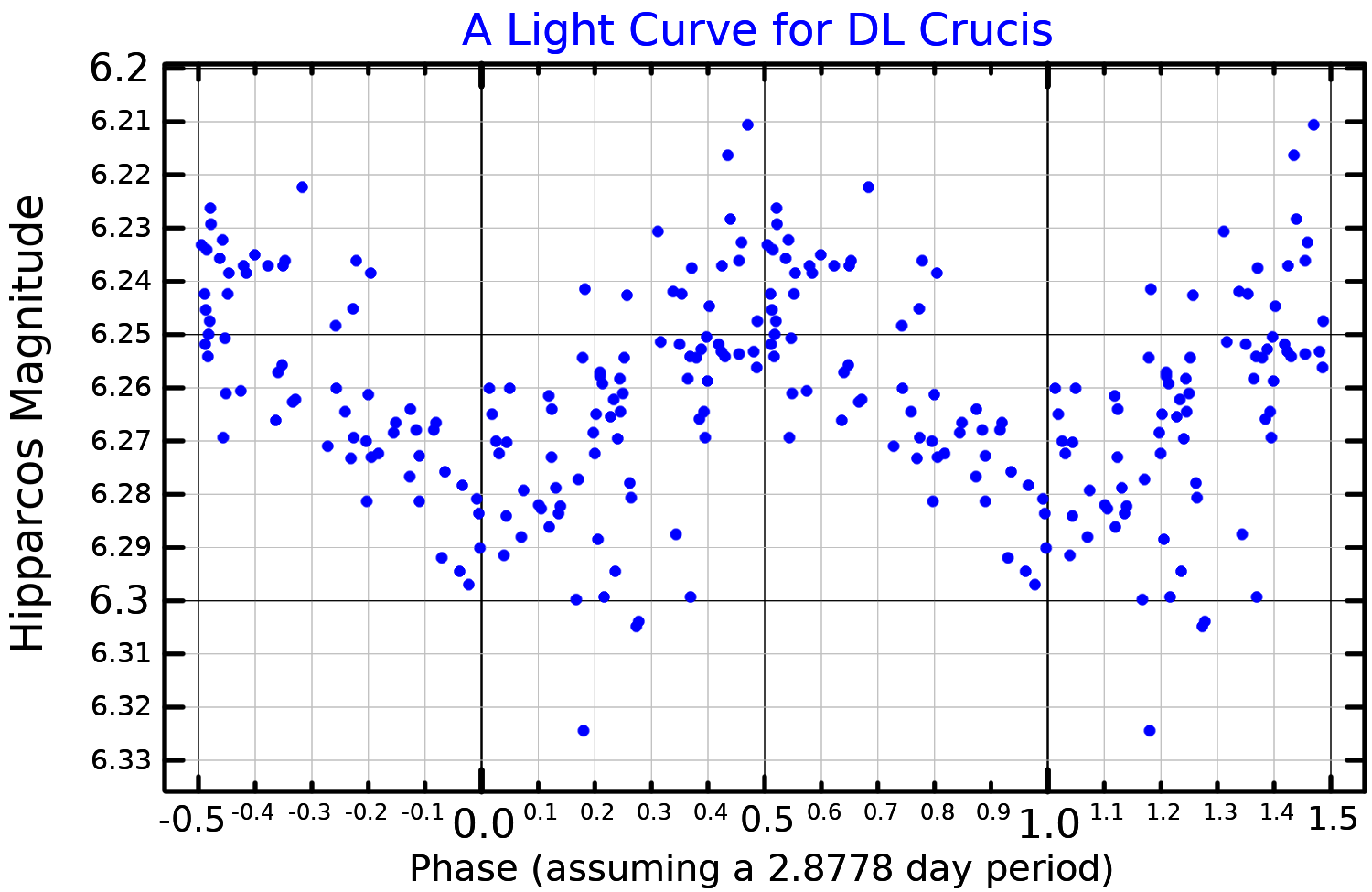
Ljuskurva för DL Crucis, anpassad från Hipparcos-data.

DL Crucis är en blå ljusstark superjättestjärna av spektralklass B1.5 Ia. Den har en massa av ca 30 solmassor, en radie av ca 42 solradier och utsänder energi från dess fotosfär motsvarande ca 251 000 gånger solen vid en effektiv temperatur av ca 20 100 K. Hipparcos fotometri visar att DL Crucis varierar med upp till 0,04 magnitud med en huvudperiod på 2 dagar 21 timmar. Den klassificerades som en Alfa Cygni-variabel. Kort därefter fick den variabelbeteckningen DL Crucis. En senare detaljerad statistisk analys av samma data fann perioder på 3,650 och 3,906 dygn och en första harmonisk pulsering, med ett maximalt ljusstyrkeområde på 0,11 magnitud.